# Lieja-Bastogne-Lieja 2023
La Lieja-Bastogne-Lieja 2023 fou l'edició número 109 de la clàssica ciclista Lieja-Bastogne-Lieja. Es disputà el diumenge 23 d'abril de 2023 sobre un recorregut de 258,1 km. La cursa formà part de l'UCI World Tour 2023.
El vencedor final fou el belga Remco Evenepoel (Soudal Quick-Step), que s'imposà en solitari després d'atacar en l'ascensió a la Cota de La Redoute. Tom Pidcock (Ineos Grenadiers) i Santiago Buitrago (Bahrain Victorious) foren segon i tercer respectivament. Durant la cursa Tadej Pogačar va patir una caiguda que l'obligà a abandonar amb diverses fractures a la mà esquerra.

## Equips participants
En ser la Lieja-Bastogne-Lieja una cursa de l'UCI World Tour els 18 equip amb categoria WorldTeam tenen el dret i obligació a prendre-hi part. A banda, l'organitzador ASO, va convidar a set equips ProTeam, per totalitzar un gran grup de 25 equips i 175 corredors.
| WorldTeams (18)- AG2R Citroën Team - Alpecin-Deceuninck - Astana Qazaqstan Team - Bahrain Victorious - Bora-Hansgrohe - Cofidis - EF Education-EasyPost - Groupama-FDJ - Ineos Grenadiers - Intermarché-Circus-Wanty - Jumbo-Visma - Movistar Team - Soudal Quick-Step - Arkéa-Samsic - Team DSM - Team Jayco AlUla - Trek-Segafredo - UAE Team Emirates ProTeams (7)- Bingoal WB - Equipo Kern Pharma - Israel-Premier Tech - Lotto Dstny - Team Flanders-Baloise - TotalEnergies - Uno-X Pro Cycling Team |
| |

## Recorregut
Durant la cursa els ciclistes hauran de superar un total d'onze cotes, entre les quals destaca la Cota de La Redoute.
| Núm. | Nom                                  | Km    | Llargada | Pendent | Km arribada |
| ---- | ------------------------------------ | ----- | -------- | ------- | ----------- |
| 1    | Cota de la Roche-en-Ardenne          | 69,7  | 2.900    | 5,6 %   | 188,8       |
| 2    | Cota de Saint-Roch                   | 123,5 | 1.000    | 11,2 %  | 135         |
| 3    | Cota de Mont-le-Soie                 | 164,8 | 4.000    | 6,1 %   | 94,7        |
| 4    | Cota de Wanne                        | 173,5 | 2.800    | 7,4 %   | 85          |
| 5    | Cota de Stockeu (Estela Eddy Merckx) | 180   | 1.000    | 12,5 %  | 78,5        |
| 6    | Cota de la Haute-Levée               | 184,2 | 3.600    | 5,6 %   | 74,3        |
| 7    | Col du Rosier                        | 198,5 | 4.400    | 5,9 %   | 60          |
| 8    | Cota de Desnié                       | 211,8 | 1.600    | 8,1 %   | 46,7        |
| 9    | Cota de La Redoute                   | 224,5 | 2.000    | 8,9 %   | 34          |
| 10   | Cota des Forges (Estela Stan Ockers) | 235,2 | 1.300    | 7,8 %   | 23,3        |
| 11   | Cota de la Roche aux faucons         | 245,2 | 1.300    | 11 %    | 13,3        |

## Classificació final
| \| Classificació general \| Classificació general \| Classificació general \| Classificació general \| Classificació general \| \| Corredor \| Corredor \| Equip \| Temps \| \| \| --------------------- \| ------------------------- \| ------------------------ \| --------------------- \| --------------------- \| \| 1r \| Remco Evenepoel \| Soudal Quick-Step \| 6h 15' 49" \| \| \| 2n \| Thomas Pidcock \| Ineos Grenadiers \| + 1' 06" \| \| \| 3r \| Santiago Buitrago Sánchez \| Bahrain Victorious \| + 1' 06" \| \| \| 4t \| Ben Healy \| EF Education-EasyPost \| + 1' 08" \| \| \| 5è \| Valentin Madouas \| Groupama-FDJ \| + 1' 24" \| \| \| 6è \| Guillaume Martin \| Cofidis \| + 1' 25" \| \| \| 7è \| Tiesj Benoot \| Jumbo-Visma \| + 1' 37" \| \| \| 8è \| Patrick Konrad \| Bora-Hansgrohe \| + 1' 48" \| \| \| 9è \| Mattias Skjelmose \| Trek-Segafredo \| + 1' 48" \| \| \| 10è \| Marc Hirschi \| UAE Team Emirates \| + 1' 48" \| \| \| 11è \| Maxim Van Gils \| Lotto Dstny \| + 1' 48" \| \| \| 12è \| Michael Woods \| Israel-Premier Tech \| + 1' 48" \| \| \| 13è \| Giulio Ciccone \| Trek-Segafredo \| + 1' 48" \| \| \| 14è \| Pàvel Sivakov \| Ineos Grenadiers \| + 1' 48" \| \| \| 15è \| Romain Bardet \| Team DSM \| + 1' 48" \| \| \| 16è \| Ion Izagirre Insausti \| Cofidis \| + 1' 48" \| \| \| 17è \| Laurens De Plus \| Ineos Grenadiers \| + 2' 02" \| \| \| 18è \| Aurélien Paret-Peintre \| AG2R Citroën Team \| + 2' 02" \| \| \| 19è \| Simone Velasco \| Astana Qazaqstan Team \| + 2' 13" \| \| \| 20è \| Lorenzo Rota \| Intermarché-Circus-Wanty \| + 2' 13" \| \| |                           |                          |            |
| |                           |                          |            |
| Font: ProCyclingStats |                           |                          |            |
| Classificació general |                           |                          |            |
| Corredor | Corredor                  | Equip                    | Temps      |
| 1r | Remco Evenepoel           | Soudal Quick-Step        | 6h 15' 49" |
| 2n | Thomas Pidcock            | Ineos Grenadiers         | + 1' 06"   |
| 3r | Santiago Buitrago Sánchez | Bahrain Victorious       | + 1' 06"   |
| 4t | Ben Healy                 | EF Education-EasyPost    | + 1' 08"   |
| 5è | Valentin Madouas          | Groupama-FDJ             | + 1' 24"   |
| 6è | Guillaume Martin          | Cofidis                  | + 1' 25"   |
| 7è | Tiesj Benoot              | Jumbo-Visma              | + 1' 37"   |
| 8è | Patrick Konrad            | Bora-Hansgrohe           | + 1' 48"   |
| 9è | Mattias Skjelmose         | Trek-Segafredo           | + 1' 48"   |
| 10è | Marc Hirschi              | UAE Team Emirates        | + 1' 48"   |
| 11è | Maxim Van Gils            | Lotto Dstny              | + 1' 48"   |
| 12è | Michael Woods             | Israel-Premier Tech      | + 1' 48"   |
| 13è | Giulio Ciccone            | Trek-Segafredo           | + 1' 48"   |
| 14è | Pàvel Sivakov             | Ineos Grenadiers         | + 1' 48"   |
| 15è | Romain Bardet             | Team DSM                 | + 1' 48"   |
| 16è | Ion Izagirre Insausti     | Cofidis                  | + 1' 48"   |
| 17è | Laurens De Plus           | Ineos Grenadiers         | + 2' 02"   |
| 18è | Aurélien Paret-Peintre    | AG2R Citroën Team        | + 2' 02"   |
| 19è | Simone Velasco            | Astana Qazaqstan Team    | + 2' 13"   |
| 20è | Lorenzo Rota              | Intermarché-Circus-Wanty | + 2' 13"   |

## Llista de participants
| Soudal Quick-Step SOQ | Soudal Quick-Step SOQ        | Soudal Quick-Step SOQ |
| --------------------- | ---------------------------- | --------------------- |
| Núm                   | Ciclista                     | Pos                   |
| 1                     | Remco Evenepoel (BEL) (ruta) | 1r                    |
| 2                     | Julian Alaphilippe (FRA)     | 86è                   |
| 3                     | Andrea Bagioli (ITA)         | DNF                   |
| 4                     | Mauro Schmid (SUI)           | DNF                   |
| 5                     | Pieter Serry (BEL)           | 85è                   |
| 6                     | Ilan Van Wilder (BEL)        | 22è                   |
| 7                     | Louis Vervaeke (BEL)         | 52è                   |

| Alpecin-Deceuninck ADC | Alpecin-Deceuninck ADC      | Alpecin-Deceuninck ADC |
| ---------------------- | --------------------------- | ---------------------- |
| Núm                    | Ciclista                    | Pos                    |
| 11                     | Quinten Hermans (BEL)       | 48è                    |
| 12                     | Tobias Bayer (AUT)          | 89è                    |
| 13                     | Michael Gogl (AUT)          | DNF                    |
| 14                     | Søren Kragh Andersen (DEN)  | DNF                    |
| 15                     | Jason Osborne (GER)         | 61è                    |
| 16                     | Robert Stannard (AUS)       | DNF                    |
| 17                     | Fabio Van den Bossche (BEL) | 88è                    |

| Jumbo-Visma TJV | Jumbo-Visma TJV            | Jumbo-Visma TJV |
| --------------- | -------------------------- | --------------- |
| Núm             | Ciclista                   | Pos             |
| 21              | Tiesj Benoot (BEL)         | 7è              |
| 22              | Michel Hessmann (GER)      | 41è             |
| 23              | Gijs Leemreize (NED)       | 93è             |
| 24              | Sam Oomen (NED)            | NP              |
| 25              | Jan Tratnik (SLO)          | 25è             |
| 26              | Attila Valter (HUN) (ruta) | 26è             |
| 27              | Tosh Van der Sande (BEL)   | NP              |

| Ineos Grenadiers IGD | Ineos Grenadiers IGD        | Ineos Grenadiers IGD |
| -------------------- | --------------------------- | -------------------- |
| Núm                  | Ciclista                    | Pos                  |
| 31                   | Thomas Pidcock (GBR)        | 2n                   |
| 32                   | Laurens De Plus (BEL)       | 17è                  |
| 33                   | Omar Fraile Matarranz (ESP) | 44è                  |
| 34                   | Michał Kwiatkowski (POL)    | DNF                  |
| 35                   | Magnus Sheffield (USA)      | 38è                  |
| 36                   | Pàvel Sivakov (FRA)         | 14è                  |
| 37                   | Connor Swift (GBR)          | 107è                 |

| Lotto Dstny LTD | Lotto Dstny LTD          | Lotto Dstny LTD |
| --------------- | ------------------------ | --------------- |
| Núm             | Ciclista                 | Pos             |
| 41              | Maxim Van Gils (BEL)     | 11è             |
| 42              | Andreas Kron (DEN)       | DNF             |
| 43              | Arjen Livyns (BEL)       | DNF             |
| 44              | Sylvain Moniquet (BEL)   | 37è             |
| 45              | Mathijs Paasschens (NED) | 68è             |
| 46              | Liam Slock (BEL)         | DNF             |
| 47              | Harry Sweeny (AUS)       | 63è             |

| Bora-Hansgrohe BOH | Bora-Hansgrohe BOH          | Bora-Hansgrohe BOH |
| ------------------ | --------------------------- | ------------------ |
| Núm                | Ciclista                    | Pos                |
| 51                 | Aleksandr Vlàssov           | 46è                |
| 52                 | Giovanni Aleotti (ITA)      | 58è                |
| 53                 | Patrick Gamper (AUT)        | DNF                |
| 54                 | Sergio Higuita García (COL) | DNF                |
| 55                 | Jai Hindley (AUS)           | 83è                |
| 56                 | Patrick Konrad (AUT)        | 8è                 |
| 57                 | Ide Schelling (NED)         | DNF                |

| Bahrain Victorious TBV | Bahrain Victorious TBV              | Bahrain Victorious TBV |
| ---------------------- | ----------------------------------- | ---------------------- |
| Núm                    | Ciclista                            | Pos                    |
| 61                     | Mikel Landa Meana (ESP)             | DNF                    |
| 62                     | Yukiya Arashiro (JPN) (ruta)        | DNF                    |
| 63                     | Peio Bilbao López de Armentia (ESP) | 43è                    |
| 64                     | Santiago Buitrago Sánchez (COL)     | 3r                     |
| 65                     | Fran Miholjević (CRO)               | DNF                    |
| 66                     | Matej Mohorič (SLO)                 | 40è                    |
| 67                     | Wout Poels (NED)                    | 42è                    |

| Movistar Team MOV | Movistar Team MOV               | Movistar Team MOV |
| ----------------- | ------------------------------- | ----------------- |
| Núm               | Ciclista                        | Pos               |
| 71                | Enric Mas Nicolau (ESP)         | DNF               |
| 72                | Ruben Guerreiro (POR)           | 23è               |
| 73                | Alexander Aranburu Deba (ESP)   | 71è               |
| 74                | Jorge Arcas (ESP)               | 106è              |
| 75                | Gorka Izagirre Insausti (ESP)   | 70è               |
| 76                | José Joaquín Rojas Gil (ESP)    | DNF               |
| 77                | Gonzalo Serrano Rodríguez (ESP) | 72è               |

| EF Education-EasyPost EFE | EF Education-EasyPost EFE         | EF Education-EasyPost EFE |
| ------------------------- | --------------------------------- | ------------------------- |
| Núm                       | Ciclista                          | Pos                       |
| 81                        | Ben Healy (IRL)                   | 4t                        |
| 82                        | Andrey Amador Bikkazakova (CRC)   | 98è                       |
| 83                        | Jonathan Caicedo Cepeda (ECU)     | 82è                       |
| 84                        | Esteban Chaves Rubio (COL) (ruta) | 45è                       |
| 85                        | Mikkel Frølich Honoré (DEN)       | DNF                       |
| 86                        | Andrea Piccolo (ITA)              | DNF                       |
| 87                        | Neilson Powless (USA)             | 65è                       |

| UAE Team Emirates UAD | UAE Team Emirates UAD            | UAE Team Emirates UAD |
| --------------------- | -------------------------------- | --------------------- |
| Núm                   | Ciclista                         | Pos                   |
| 91                    | Tadej Pogačar (SLO)              | DNF                   |
| 92                    | Sjoerd Bax (NED)                 | DNF                   |
| 93                    | George Bennett (NZL)             | DNF                   |
| 94                    | Felix Großschartner (AUT) (ruta) | 84è                   |
| 95                    | Marc Hirschi (SUI)               | 10è                   |
| 96                    | Vegard Stake Laengen (NOR)       | DNF                   |
| 97                    | Michael Vink (NZL)               | DNF                   |

| Israel-Premier Tech IPT | Israel-Premier Tech IPT  | Israel-Premier Tech IPT |
| ----------------------- | ------------------------ | ----------------------- |
| Núm                     | Ciclista                 | Pos                     |
| 101                     | Michael Woods (CAN)      | 12è                     |
| 102                     | Guillaume Boivin (CAN)   | DNF                     |
| 103                     | Simon Clarke (AUS)       | 35è                     |
| 104                     | Daryl Impey (RSA)        | DNF                     |
| 105                     | Krists Neilands (LAT)    | DNF                     |
| 106                     | Mads Würtz Schmidt (DEN) | 59è                     |
| 107                     | Nick Schultz (AUS)       | 36è                     |

| Arkéa-Samsic ARK | Arkéa-Samsic ARK        | Arkéa-Samsic ARK |
| ---------------- | ----------------------- | ---------------- |
| Núm              | Ciclista                | Pos              |
| 111              | Warren Barguil (FRA)    | DNF              |
| 112              | Louis Barré (FRA)       | DNF              |
| 113              | Anthony Delaplace (FRA) | 75è              |
| 114              | Simon Guglielmi (FRA)   | 74è              |
| 115              | Mathis Le Berre (FRA)   | 96è              |
| 116              | Łukasz Owsian (POL)     | DNF              |
| 117              | Andri Ponomar (UKR)     | DNF              |

| Groupama-FDJ GFC | Groupama-FDJ GFC        | Groupama-FDJ GFC |
| ---------------- | ----------------------- | ---------------- |
| Núm              | Ciclista                | Pos              |
| 121              | David Gaudu (FRA)       | DNF              |
| 122              | Kevin Geniets (LUX)     | 53è              |
| 123              | Mathieu Ladagnous (FRA) | DNF              |
| 124              | Valentin Madouas (FRA)  | 5è               |
| 125              | Rudy Molard (FRA)       | 33è              |
| 126              | Quentin Pacher (FRA)    | 55è              |
| 127              | Lars van den Berg (NED) | 60è              |

| TotalEnergies TEN | TotalEnergies TEN        | TotalEnergies TEN |
| ----------------- | ------------------------ | ----------------- |
| Núm               | Ciclista                 | Pos               |
| 131               | Steff Cras (BEL)         | 30è               |
| 132               | Mathieu Burgaudeau (FRA) | 62è               |
| 133               | Valentin Ferron (FRA)    | 69è               |
| 134               | Fabien Grellier (FRA)    | DNF               |
| 135               | Alan Jousseaume (FRA)    | 77è               |
| 136               | Paul Ourselin (FRA)      | 51è               |
| 137               | Mattéo Vercher (FRA)     | DNF               |

| AG2R Citroën Team ACT | AG2R Citroën Team ACT        | AG2R Citroën Team ACT |
| --------------------- | ---------------------------- | --------------------- |
| Núm                   | Ciclista                     | Pos                   |
| 141                   | Benoît Cosnefroy (FRA)       | 54è                   |
| 142                   | Alex Baudin (FRA)            | 109è                  |
| 143                   | Clément Berthet (FRA)        | 57è                   |
| 144                   | Mikaël Cherel (FRA)          | 81è                   |
| 145                   | Ben O'Connor (AUS)           | 50è                   |
| 146                   | Aurélien Paret-Peintre (FRA) | 18è                   |
| 147                   | Lawrence Warbasse (USA)      | 80è                   |

| Team DSM DSM | Team DSM DSM          | Team DSM DSM |
| ------------ | --------------------- | ------------ |
| Núm          | Ciclista              | Pos          |
| 151          | Romain Bardet (FRA)   | 15è          |
| 152          | Romain Combaud (FRA)  | DNF          |
| 153          | Matthew Dinham (AUS)  | 76è          |
| 154          | Sean Flynn (GBR)      | DNF          |
| 155          | Leon Heinschke (GER)  | DNF          |
| 156          | Martijn Tusveld (NED) | DNF          |
| 157          | Kevin Vermaerke (USA) | 92è          |

| Intermarché-Circus-Wanty ICW | Intermarché-Circus-Wanty ICW     | Intermarché-Circus-Wanty ICW |
| ---------------------------- | -------------------------------- | ---------------------------- |
| Núm                          | Ciclista                         | Pos                          |
| 161                          | Lorenzo Rota (ITA)               | 20è                          |
| 162                          | Lilian Calmejane (FRA)           | 100è                         |
| 163                          | Rui Alberto Faria da Costa (POR) | 31è                          |
| 164                          | Kobe Goossens (BEL)              | 27è                          |
| 165                          | Tom Paquot (BEL)                 | DNF                          |
| 166                          | Dion Smith (NZL)                 | 47è                          |
| 167                          | Georg Zimmermann (GER)           | 56è                          |

| Cofidis COF | Cofidis COF                 | Cofidis COF |
| ----------- | --------------------------- | ----------- |
| Núm         | Ciclista                    | Pos         |
| 171         | Ion Izagirre Insausti (ESP) | 16è         |
| 172         | Simon Geschke (GER)         | DNF         |
| 173         | José Herrada López (ESP)    | 113è        |
| 174         | Jesús Herrada López (ESP)   | DNF         |
| 175         | Victor Lafay (FRA)          | 32è         |
| 176         | Guillaume Martin (FRA)      | 6è          |
| 177         | Anthony Perez (FRA)         | 112è        |

| Uno-X Pro Cycling Team UXT | Uno-X Pro Cycling Team UXT       | Uno-X Pro Cycling Team UXT |
| -------------------------- | -------------------------------- | -------------------------- |
| Núm                        | Ciclista                         | Pos                        |
| 181                        | Tobias Halland Johannessen (NOR) | 24è                        |
| 182                        | Anthon Charmig (DEN)             | 97è                        |
| 183                        | Fredrik Dversnes (NOR)           | 64è                        |
| 184                        | Anders Halland Johannessen (NOR) | DNF                        |
| 185                        | Jacob Hindsgaul Madsen (DEN)     | 94è                        |
| 186                        | Torstein Træen (NOR)             | DNF                        |
| 187                        | Jonas Gregaard Wilsly (DEN)      | 67è                        |

| Trek-Segafredo TFS | Trek-Segafredo TFS      | Trek-Segafredo TFS |
| ------------------ | ----------------------- | ------------------ |
| Núm                | Ciclista                | Pos                |
| 191                | Giulio Ciccone (ITA)    | 13è                |
| 192                | Julien Bernard (FRA)    | DNF                |
| 193                | Tony Gallopin (FRA)     | 79è                |
| 194                | Mattias Skjelmose (DEN) | 9è                 |
| 195                | Juan Pedro López (ESP)  | 49è                |
| 196                | Bauke Mollema (NED)     | 29è                |
| 197                | Jacopo Mosca (ITA)      | 78è                |

| Astana Qazaqstan Team AST | Astana Qazaqstan Team AST        | Astana Qazaqstan Team AST |
| ------------------------- | -------------------------------- | ------------------------- |
| Núm                       | Ciclista                         | Pos                       |
| 201                       | Aleksei Lutsenko (KAZ)           | DNF                       |
| 202                       | Leonardo Basso (ITA)             | DNF                       |
| 203                       | Samuele Battistella (ITA)        | NP                        |
| 204                       | David de la Cruz Melgarejo (ESP) | DNF                       |
| 205                       | Aliaksandr Rabuixenka            | DNF                       |
| 206                       | Cristian Scaroni (ITA)           | 87è                       |
| 207                       | Simone Velasco (ITA)             | 19è                       |

| Bingoal WB BWB | Bingoal WB BWB        | Bingoal WB BWB |
| -------------- | --------------------- | -------------- |
| Núm            | Ciclista              | Pos            |
| 211            | Lennert Teugels (BEL) | 108è           |
| 212            | Alexis Guérin (FRA)   | 90è            |
| 213            | Johan Meens (BEL)     | 104è           |
| 214            | Julian Mertens (BEL)  | 34è            |
| 215            | Rémy Mertz (BEL)      | 91è            |
| 216            | Marco Tizza (ITA)     | 95è            |
| 217            | Luca Van Boven (BEL)  | 103è           |

| Team Jayco AlUla JAY | Team Jayco AlUla JAY       | Team Jayco AlUla JAY |
| -------------------- | -------------------------- | -------------------- |
| Núm                  | Ciclista                   | Pos                  |
| 221                  | Matteo Sobrero (ITA)       | 21è                  |
| 222                  | Alexandre Balmer (SUI)     | 66è                  |
| 223                  | Kevin Colleoni (ITA)       | DNF                  |
| 224                  | Lawson Craddock (USA)      | 73è                  |
| 225                  | Alessandro De Marchi (ITA) | 28è                  |
| 226                  | Tsgabu Grmay (ETH)         | 105è                 |
| 227                  | Jan Maas (NED)             | DNF                  |

| Team Flanders-Baloise TFB | Team Flanders-Baloise TFB | Team Flanders-Baloise TFB |
| ------------------------- | ------------------------- | ------------------------- |
| Núm                       | Ciclista                  | Pos                       |
| 231                       | Jenno Berckmoes (BEL)     | 102è                      |
| 232                       | Ruben Apers (BEL)         | DNF                       |
| 233                       | Kamiel Bonneu (BEL)       | 111è                      |
| 234                       | Vito Braet (BEL)          | DNF                       |
| 235                       | Toon Clynhens (BEL)       | DNF                       |
| 236                       | Elias Maris (BEL)         | DNF                       |
| 237                       | Vincent Van Hemelen (BEL) | DNF                       |

| Equipo Kern Pharma EKP | Equipo Kern Pharma EKP           | Equipo Kern Pharma EKP |
| ---------------------- | -------------------------------- | ---------------------- |
| Núm                    | Ciclista                         | Pos                    |
| 241                    | Roger Adrià Oliveras (ESP)       | 39è                    |
| 242                    | Héctor Carretero Milla (ESP)     | DNF                    |
| 243                    | Francisco Galván Fernández (ESP) | 110è                   |
| 244                    | Raúl García Pierna (ESP)         | 101è                   |
| 245                    | Pau Miquel Delgado (ESP)         | 99è                    |
| 246                    | Ibon Ruiz (ESP)                  | DNF                    |
| 247                    | Danny van der Tuuk (NED)         | DNF                    |

| Soudal Quick-Step SOQ | Soudal Quick-Step SOQ        | Soudal Quick-Step SOQ |
| --------------------- | ---------------------------- | --------------------- |
| Núm                   | Ciclista                     | Pos                   |
| 1                     | Remco Evenepoel (BEL) (ruta) | 1r                    |
| 2                     | Julian Alaphilippe (FRA)     | 86è                   |
| 3                     | Andrea Bagioli (ITA)         | DNF                   |
| 4                     | Mauro Schmid (SUI)           | DNF                   |
| 5                     | Pieter Serry (BEL)           | 85è                   |
| 6                     | Ilan Van Wilder (BEL)        | 22è                   |
| 7                     | Louis Vervaeke (BEL)         | 52è                   |

| Alpecin-Deceuninck ADC | Alpecin-Deceuninck ADC      | Alpecin-Deceuninck ADC |
| ---------------------- | --------------------------- | ---------------------- |
| Núm                    | Ciclista                    | Pos                    |
| 11                     | Quinten Hermans (BEL)       | 48è                    |
| 12                     | Tobias Bayer (AUT)          | 89è                    |
| 13                     | Michael Gogl (AUT)          | DNF                    |
| 14                     | Søren Kragh Andersen (DEN)  | DNF                    |
| 15                     | Jason Osborne (GER)         | 61è                    |
| 16                     | Robert Stannard (AUS)       | DNF                    |
| 17                     | Fabio Van den Bossche (BEL) | 88è                    |

| Jumbo-Visma TJV | Jumbo-Visma TJV            | Jumbo-Visma TJV |
| --------------- | -------------------------- | --------------- |
| Núm             | Ciclista                   | Pos             |
| 21              | Tiesj Benoot (BEL)         | 7è              |
| 22              | Michel Hessmann (GER)      | 41è             |
| 23              | Gijs Leemreize (NED)       | 93è             |
| 24              | Sam Oomen (NED)            | NP              |
| 25              | Jan Tratnik (SLO)          | 25è             |
| 26              | Attila Valter (HUN) (ruta) | 26è             |
| 27              | Tosh Van der Sande (BEL)   | NP              |

| Ineos Grenadiers IGD | Ineos Grenadiers IGD        | Ineos Grenadiers IGD |
| -------------------- | --------------------------- | -------------------- |
| Núm                  | Ciclista                    | Pos                  |
| 31                   | Thomas Pidcock (GBR)        | 2n                   |
| 32                   | Laurens De Plus (BEL)       | 17è                  |
| 33                   | Omar Fraile Matarranz (ESP) | 44è                  |
| 34                   | Michał Kwiatkowski (POL)    | DNF                  |
| 35                   | Magnus Sheffield (USA)      | 38è                  |
| 36                   | Pàvel Sivakov (FRA)         | 14è                  |
| 37                   | Connor Swift (GBR)          | 107è                 |

| Lotto Dstny LTD | Lotto Dstny LTD          | Lotto Dstny LTD |
| --------------- | ------------------------ | --------------- |
| Núm             | Ciclista                 | Pos             |
| 41              | Maxim Van Gils (BEL)     | 11è             |
| 42              | Andreas Kron (DEN)       | DNF             |
| 43              | Arjen Livyns (BEL)       | DNF             |
| 44              | Sylvain Moniquet (BEL)   | 37è             |
| 45              | Mathijs Paasschens (NED) | 68è             |
| 46              | Liam Slock (BEL)         | DNF             |
| 47              | Harry Sweeny (AUS)       | 63è             |

| Bora-Hansgrohe BOH | Bora-Hansgrohe BOH          | Bora-Hansgrohe BOH |
| ------------------ | --------------------------- | ------------------ |
| Núm                | Ciclista                    | Pos                |
| 51                 | Aleksandr Vlàssov           | 46è                |
| 52                 | Giovanni Aleotti (ITA)      | 58è                |
| 53                 | Patrick Gamper (AUT)        | DNF                |
| 54                 | Sergio Higuita García (COL) | DNF                |
| 55                 | Jai Hindley (AUS)           | 83è                |
| 56                 | Patrick Konrad (AUT)        | 8è                 |
| 57                 | Ide Schelling (NED)         | DNF                |

| Bahrain Victorious TBV | Bahrain Victorious TBV              | Bahrain Victorious TBV |
| ---------------------- | ----------------------------------- | ---------------------- |
| Núm                    | Ciclista                            | Pos                    |
| 61                     | Mikel Landa Meana (ESP)             | DNF                    |
| 62                     | Yukiya Arashiro (JPN) (ruta)        | DNF                    |
| 63                     | Peio Bilbao López de Armentia (ESP) | 43è                    |
| 64                     | Santiago Buitrago Sánchez (COL)     | 3r                     |
| 65                     | Fran Miholjević (CRO)               | DNF                    |
| 66                     | Matej Mohorič (SLO)                 | 40è                    |
| 67                     | Wout Poels (NED)                    | 42è                    |

| Movistar Team MOV | Movistar Team MOV               | Movistar Team MOV |
| ----------------- | ------------------------------- | ----------------- |
| Núm               | Ciclista                        | Pos               |
| 71                | Enric Mas Nicolau (ESP)         | DNF               |
| 72                | Ruben Guerreiro (POR)           | 23è               |
| 73                | Alexander Aranburu Deba (ESP)   | 71è               |
| 74                | Jorge Arcas (ESP)               | 106è              |
| 75                | Gorka Izagirre Insausti (ESP)   | 70è               |
| 76                | José Joaquín Rojas Gil (ESP)    | DNF               |
| 77                | Gonzalo Serrano Rodríguez (ESP) | 72è               |

| EF Education-EasyPost EFE | EF Education-EasyPost EFE         | EF Education-EasyPost EFE |
| ------------------------- | --------------------------------- | ------------------------- |
| Núm                       | Ciclista                          | Pos                       |
| 81                        | Ben Healy (IRL)                   | 4t                        |
| 82                        | Andrey Amador Bikkazakova (CRC)   | 98è                       |
| 83                        | Jonathan Caicedo Cepeda (ECU)     | 82è                       |
| 84                        | Esteban Chaves Rubio (COL) (ruta) | 45è                       |
| 85                        | Mikkel Frølich Honoré (DEN)       | DNF                       |
| 86                        | Andrea Piccolo (ITA)              | DNF                       |
| 87                        | Neilson Powless (USA)             | 65è                       |

| UAE Team Emirates UAD | UAE Team Emirates UAD            | UAE Team Emirates UAD |
| --------------------- | -------------------------------- | --------------------- |
| Núm                   | Ciclista                         | Pos                   |
| 91                    | Tadej Pogačar (SLO)              | DNF                   |
| 92                    | Sjoerd Bax (NED)                 | DNF                   |
| 93                    | George Bennett (NZL)             | DNF                   |
| 94                    | Felix Großschartner (AUT) (ruta) | 84è                   |
| 95                    | Marc Hirschi (SUI)               | 10è                   |
| 96                    | Vegard Stake Laengen (NOR)       | DNF                   |
| 97                    | Michael Vink (NZL)               | DNF                   |

| Israel-Premier Tech IPT | Israel-Premier Tech IPT  | Israel-Premier Tech IPT |
| ----------------------- | ------------------------ | ----------------------- |
| Núm                     | Ciclista                 | Pos                     |
| 101                     | Michael Woods (CAN)      | 12è                     |
| 102                     | Guillaume Boivin (CAN)   | DNF                     |
| 103                     | Simon Clarke (AUS)       | 35è                     |
| 104                     | Daryl Impey (RSA)        | DNF                     |
| 105                     | Krists Neilands (LAT)    | DNF                     |
| 106                     | Mads Würtz Schmidt (DEN) | 59è                     |
| 107                     | Nick Schultz (AUS)       | 36è                     |

| Arkéa-Samsic ARK | Arkéa-Samsic ARK        | Arkéa-Samsic ARK |
| ---------------- | ----------------------- | ---------------- |
| Núm              | Ciclista                | Pos              |
| 111              | Warren Barguil (FRA)    | DNF              |
| 112              | Louis Barré (FRA)       | DNF              |
| 113              | Anthony Delaplace (FRA) | 75è              |
| 114              | Simon Guglielmi (FRA)   | 74è              |
| 115              | Mathis Le Berre (FRA)   | 96è              |
| 116              | Łukasz Owsian (POL)     | DNF              |
| 117              | Andri Ponomar (UKR)     | DNF              |

| Groupama-FDJ GFC | Groupama-FDJ GFC        | Groupama-FDJ GFC |
| ---------------- | ----------------------- | ---------------- |
| Núm              | Ciclista                | Pos              |
| 121              | David Gaudu (FRA)       | DNF              |
| 122              | Kevin Geniets (LUX)     | 53è              |
| 123              | Mathieu Ladagnous (FRA) | DNF              |
| 124              | Valentin Madouas (FRA)  | 5è               |
| 125              | Rudy Molard (FRA)       | 33è              |
| 126              | Quentin Pacher (FRA)    | 55è              |
| 127              | Lars van den Berg (NED) | 60è              |

| TotalEnergies TEN | TotalEnergies TEN        | TotalEnergies TEN |
| ----------------- | ------------------------ | ----------------- |
| Núm               | Ciclista                 | Pos               |
| 131               | Steff Cras (BEL)         | 30è               |
| 132               | Mathieu Burgaudeau (FRA) | 62è               |
| 133               | Valentin Ferron (FRA)    | 69è               |
| 134               | Fabien Grellier (FRA)    | DNF               |
| 135               | Alan Jousseaume (FRA)    | 77è               |
| 136               | Paul Ourselin (FRA)      | 51è               |
| 137               | Mattéo Vercher (FRA)     | DNF               |

| AG2R Citroën Team ACT | AG2R Citroën Team ACT        | AG2R Citroën Team ACT |
| --------------------- | ---------------------------- | --------------------- |
| Núm                   | Ciclista                     | Pos                   |
| 141                   | Benoît Cosnefroy (FRA)       | 54è                   |
| 142                   | Alex Baudin (FRA)            | 109è                  |
| 143                   | Clément Berthet (FRA)        | 57è                   |
| 144                   | Mikaël Cherel (FRA)          | 81è                   |
| 145                   | Ben O'Connor (AUS)           | 50è                   |
| 146                   | Aurélien Paret-Peintre (FRA) | 18è                   |
| 147                   | Lawrence Warbasse (USA)      | 80è                   |

| Team DSM DSM | Team DSM DSM          | Team DSM DSM |
| ------------ | --------------------- | ------------ |
| Núm          | Ciclista              | Pos          |
| 151          | Romain Bardet (FRA)   | 15è          |
| 152          | Romain Combaud (FRA)  | DNF          |
| 153          | Matthew Dinham (AUS)  | 76è          |
| 154          | Sean Flynn (GBR)      | DNF          |
| 155          | Leon Heinschke (GER)  | DNF          |
| 156          | Martijn Tusveld (NED) | DNF          |
| 157          | Kevin Vermaerke (USA) | 92è          |

| Intermarché-Circus-Wanty ICW | Intermarché-Circus-Wanty ICW     | Intermarché-Circus-Wanty ICW |
| ---------------------------- | -------------------------------- | ---------------------------- |
| Núm                          | Ciclista                         | Pos                          |
| 161                          | Lorenzo Rota (ITA)               | 20è                          |
| 162                          | Lilian Calmejane (FRA)           | 100è                         |
| 163                          | Rui Alberto Faria da Costa (POR) | 31è                          |
| 164                          | Kobe Goossens (BEL)              | 27è                          |
| 165                          | Tom Paquot (BEL)                 | DNF                          |
| 166                          | Dion Smith (NZL)                 | 47è                          |
| 167                          | Georg Zimmermann (GER)           | 56è                          |

| Cofidis COF | Cofidis COF                 | Cofidis COF |
| ----------- | --------------------------- | ----------- |
| Núm         | Ciclista                    | Pos         |
| 171         | Ion Izagirre Insausti (ESP) | 16è         |
| 172         | Simon Geschke (GER)         | DNF         |
| 173         | José Herrada López (ESP)    | 113è        |
| 174         | Jesús Herrada López (ESP)   | DNF         |
| 175         | Victor Lafay (FRA)          | 32è         |
| 176         | Guillaume Martin (FRA)      | 6è          |
| 177         | Anthony Perez (FRA)         | 112è        |

| Uno-X Pro Cycling Team UXT | Uno-X Pro Cycling Team UXT       | Uno-X Pro Cycling Team UXT |
| -------------------------- | -------------------------------- | -------------------------- |
| Núm                        | Ciclista                         | Pos                        |
| 181                        | Tobias Halland Johannessen (NOR) | 24è                        |
| 182                        | Anthon Charmig (DEN)             | 97è                        |
| 183                        | Fredrik Dversnes (NOR)           | 64è                        |
| 184                        | Anders Halland Johannessen (NOR) | DNF                        |
| 185                        | Jacob Hindsgaul Madsen (DEN)     | 94è                        |
| 186                        | Torstein Træen (NOR)             | DNF                        |
| 187                        | Jonas Gregaard Wilsly (DEN)      | 67è                        |

| Trek-Segafredo TFS | Trek-Segafredo TFS      | Trek-Segafredo TFS |
| ------------------ | ----------------------- | ------------------ |
| Núm                | Ciclista                | Pos                |
| 191                | Giulio Ciccone (ITA)    | 13è                |
| 192                | Julien Bernard (FRA)    | DNF                |
| 193                | Tony Gallopin (FRA)     | 79è                |
| 194                | Mattias Skjelmose (DEN) | 9è                 |
| 195                | Juan Pedro López (ESP)  | 49è                |
| 196                | Bauke Mollema (NED)     | 29è                |
| 197                | Jacopo Mosca (ITA)      | 78è                |

| Astana Qazaqstan Team AST | Astana Qazaqstan Team AST        | Astana Qazaqstan Team AST |
| ------------------------- | -------------------------------- | ------------------------- |
| Núm                       | Ciclista                         | Pos                       |
| 201                       | Aleksei Lutsenko (KAZ)           | DNF                       |
| 202                       | Leonardo Basso (ITA)             | DNF                       |
| 203                       | Samuele Battistella (ITA)        | NP                        |
| 204                       | David de la Cruz Melgarejo (ESP) | DNF                       |
| 205                       | Aliaksandr Rabuixenka            | DNF                       |
| 206                       | Cristian Scaroni (ITA)           | 87è                       |
| 207                       | Simone Velasco (ITA)             | 19è                       |

| Bingoal WB BWB | Bingoal WB BWB        | Bingoal WB BWB |
| -------------- | --------------------- | -------------- |
| Núm            | Ciclista              | Pos            |
| 211            | Lennert Teugels (BEL) | 108è           |
| 212            | Alexis Guérin (FRA)   | 90è            |
| 213            | Johan Meens (BEL)     | 104è           |
| 214            | Julian Mertens (BEL)  | 34è            |
| 215            | Rémy Mertz (BEL)      | 91è            |
| 216            | Marco Tizza (ITA)     | 95è            |
| 217            | Luca Van Boven (BEL)  | 103è           |

| Team Jayco AlUla JAY | Team Jayco AlUla JAY       | Team Jayco AlUla JAY |
| -------------------- | -------------------------- | -------------------- |
| Núm                  | Ciclista                   | Pos                  |
| 221                  | Matteo Sobrero (ITA)       | 21è                  |
| 222                  | Alexandre Balmer (SUI)     | 66è                  |
| 223                  | Kevin Colleoni (ITA)       | DNF                  |
| 224                  | Lawson Craddock (USA)      | 73è                  |
| 225                  | Alessandro De Marchi (ITA) | 28è                  |
| 226                  | Tsgabu Grmay (ETH)         | 105è                 |
| 227                  | Jan Maas (NED)             | DNF                  |

| Team Flanders-Baloise TFB | Team Flanders-Baloise TFB | Team Flanders-Baloise TFB |
| ------------------------- | ------------------------- | ------------------------- |
| Núm                       | Ciclista                  | Pos                       |
| 231                       | Jenno Berckmoes (BEL)     | 102è                      |
| 232                       | Ruben Apers (BEL)         | DNF                       |
| 233                       | Kamiel Bonneu (BEL)       | 111è                      |
| 234                       | Vito Braet (BEL)          | DNF                       |
| 235                       | Toon Clynhens (BEL)       | DNF                       |
| 236                       | Elias Maris (BEL)         | DNF                       |
| 237                       | Vincent Van Hemelen (BEL) | DNF                       |

| Equipo Kern Pharma EKP | Equipo Kern Pharma EKP           | Equipo Kern Pharma EKP |
| ---------------------- | -------------------------------- | ---------------------- |
| Núm                    | Ciclista                         | Pos                    |
| 241                    | Roger Adrià Oliveras (ESP)       | 39è                    |
| 242                    | Héctor Carretero Milla (ESP)     | DNF                    |
| 243                    | Francisco Galván Fernández (ESP) | 110è                   |
| 244                    | Raúl García Pierna (ESP)         | 101è                   |
| 245                    | Pau Miquel Delgado (ESP)         | 99è                    |
| 246                    | Ibon Ruiz (ESP)                  | DNF                    |
| 247                    | Danny van der Tuuk (NED)         | DNF                    |